# Tymfi

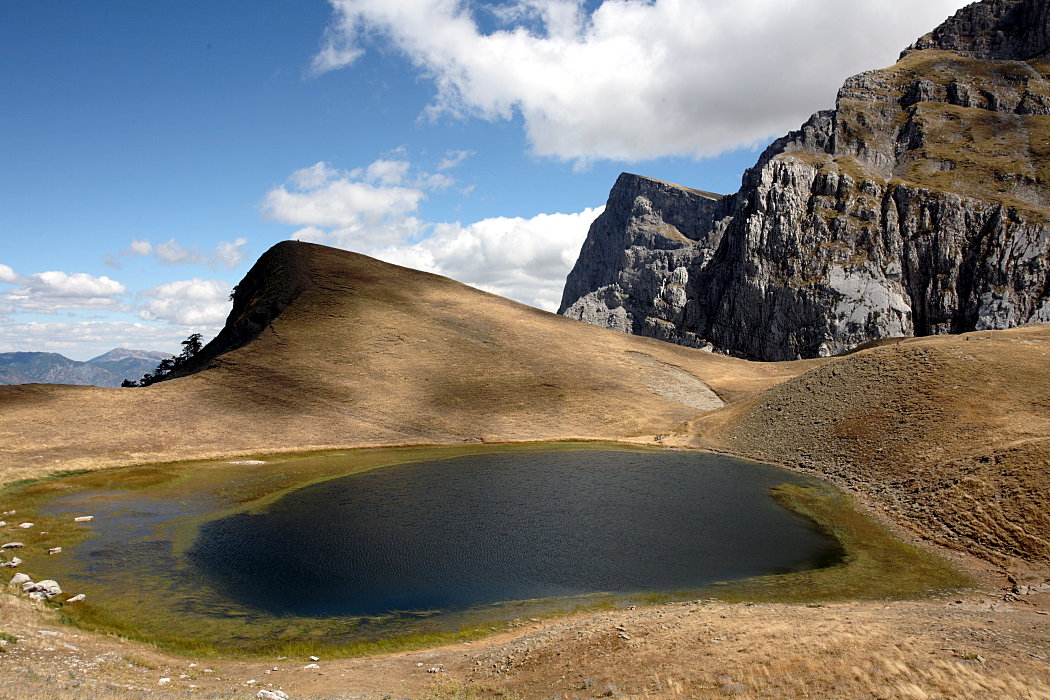
Der „Drachensee“ (Drakolimni) und der Gipfel Gamila des Tymfi-Massivs.

Die Tymfi (griechisch Τύμφη, gesprochen Timfi; alternative Bezeichnung: Gamila, griechisch Γκαμήλα) ist ein Bergmassiv im nördlichen Pindos-Gebirge im griechischen Epirus mit einer maximalen Höhe von 2497 m. Der Hauptgipfel des Tymfi-Massivs wird gewohnheitsmäßig als Gamila (I) bezeichnet.
Die Tymfi befindet sich nordöstlich der Stadt Ioannina, nordwestlich von Metsovo und südwestlich von Konitsa. Das Bergmassiv wird im Norden, Westen, Osten und Süden durch Flusstäler abgegrenzt. Im Norden trennt das Tal des Aoos das Tymfi-Massiv vom Smolikas-Massiv. Das sich nach Osten und Südosten weiter erstreckende Tal bis zu den Quellen des Aoos (O Pigon Stausee) nördlich von Metsovo bildet auch die Grenze des Tymfi-Massivs in diese Richtungen. Im Nordwesten des Tymfi-Massivs fließen die Flüsse Aoos und Sarandaporos bei Konitsa zusammen und setzen sich in westlicher Richtung fort, wobei das Tymfi-Massiv hierdurch nach Norden hin abgegrenzt wird. Im Westen nahe den Ortschaften Mikro Papingo und Klidona mündet der Fluss Voidomatis von Südosten her kommend in den Aoos. Das Tal des Voidomatis ist die Vikos-Schlucht, welche das Tymfi-Massiv nach Westen, Südwesten und Süden hin begrenzt. Das Tal gehört aufgrund seines Breiten-Tiefen-Verhältnisses zu den tiefsten Schluchten der Erde. Bei der Ortschaft Kipi verschwenkt das Tal des Voidomatis Flusses nach Ost-Nordost und passiert in dieser Richtung die Ortschaft Tsepelevo, den Verwaltungssitz der Gemeinde Tymfi. Dieser Teil des Voidomatis-Tals bzw. der Vikos-Schlucht bildet die südliche und südöstliche Grenze des Tymfi-Massivs.
Das Tymfi-Massiv hat neben seinem Hauptgipfel Gamila I mit 2497 m auch mehrere Nebengipfel. Unmittelbar westlich des Hauptgipfels befindet sich Ploskos (2377 m), südöstlich Gamila II (2480 m), Karteros (2478 m), Tsouka Rossa (2377 m), Megala Litharia (2467 m), Stoma oder Goura (2460 m) und Korifoula oder Tsoumako (2157 m). Im Nordosten liegt der Nebengipfel Lapates (2251 m) unmittelbar südlich von Konitsa, welcher von der Hauptkette in Ausrichtung Nordwest nach Südost durch ein Tal getrennt ist. In diesem Tal findet sich ein Hochgebirgssee (Drakolimni Tymfis).
Im Südwesten der Hauptkette und von dieser durch ein Hochtal getrennt liegt in Form eines spitzgestellten Quadrats an dessen Nordspitze der Nebengipfel Astraka (2486 m), weiter südwestlich Kalogeros (2112 m). An der südwestlichen Seite des spitzgestellten Quadrats bilden von Nordwest nach Südost die Gipfelpunkte Psarovotano (1787 m), Alogomandria, Makrirachi und Valtenissi die Gipfelpunkte der Nordostbegrenzung der Vikos-Schlucht mit dem Fluss Voidomatis. Die Nebengipfel Spirokapa (1970 m) und Gaidoura (1927 m) bilden die nördliche Seite der Vikos-Schlucht nach deren Verlaufsänderung in Richtung Osten in Richtung der Quelle des Voidomatis am Südwesthang der Tymfi-Hauptkette.
Das gesamte Tymfi-Massiv, insbesondere seine südliche Begrenzung mittels der Vikos-Schlucht, ist Bestandteil des Vikos-Aoos-Nationalparks. Im Vikos-Aoos-Nationalpark und damit auch im Tymfi-Massiv sind noch Braunbären anzutreffen.
Im Westen und Norden passiert die Nationalstraße 20 (Europastraße 90) das Tymfi-Massiv von Südwest nach Nordost (Ioannina nach Kozani).